# Auze
Die Auze ist ein Fluss in Frankreich, der im Département Cantal in der Region Auvergne-Rhône-Alpes verläuft. Sie entspringt im Regionalen Naturpark Volcans d’Auvergne, am Nordhang des Puy de l’Agneau, an der Gemeindegrenze zwischen Anglards-de-Salers und Saint-Bonnet-de-Salers. Die Auze entwässert generell Richtung West bis Nordwest über das Basalt-Plateau von Salins, verlässt dieses mit dem 30 Meter hohen Wasserfall Cascade de Salins und mündet nach rund 44 Kilometern an der südwestlichen Gemeindegrenze von Chalvignac im Staubereich der Barrage du Chastang als linker Nebenfluss in die Dordogne.

## Orte am Fluss
- Anglards-de-Salers
- Salins
- Escorailles
- Brageac

## Sehenswürdigkeiten
Knapp 800 Meter südöstlich von Salins überwindet der Fluss beim Wasserfall Cascade de Salins eine Fallhöhe von 30 Metern.